# Samuel McLaughlin (photographe)
Samuel McLaughlin né le 28 janvier 1826 à l'île de Rathlin et mort le 26 août 1914 à Los Angeles est un photographe, éditeur et fonctionnaire.

## Biographie
McLaughlin se rend au Canada avec la vague d'immigrants irlandais au cours des années 1840. 
En 1861, il devient le photographe officiel du Commissaire des Travaux publics du gouvernement du Canada. Son travail est de documenter les bâtiments érigés par le gouvernement canadien.
Cornelius Krieghoff réalise plusieurs œuvres à partir des photographies de McLaughlin. 

## Musées et collections publiques
- Bibliothèque et Archives Canada
- Bibliothèque et Archives nationales du Québec
- Musée de la civilisation[3]
- Musée des beaux-arts du Canada[4]
- Musée national des beaux-arts du Québec[5]